# War (band)
War was een Amerikaanse funk-band.

## Bezetting
- Alice Tweed Smyth (zang)
- B.B. Dickerson (basgitaar, zang)
- Charles Green (saxofoon)
- Charles Miller (saxofoon, fluit)
- Harold Brown (drums)
- Howard Scott (gitaar)
- Lee Levitin
- Lonnie Jordan (zang, toetsen, percussie)
- Luther Rabb (zang, gitaar)

- Marcos J. Reyes
- Papa Dee Allen (zang, percussie, saxofoon)
- Pat Rizzo (saxofoon, fluit)
- René Camacho (basgitaar)
- Ronnie Hammon (drums, zang)
- Sal Rodriguez
- Scott Martin (saxofoon)
- Stanley Behrens (harmonica, saxofoon, fluit)
- Stuart Ziff (zang, gitaar)

## Geschiedenis
De oorsprong van de band gaat terug tot 1962, toen Howard E. Scott en Harold Brown in Compton de band The Creators oprichtten. Tijdens de opvolgende jaren kwamen Charles Miller, B.B. Dickerson, Lonnie Jordan, Lee Oskar en Papa Dee Allen bij de band, waarvan de naam in 1968 werd veranderd in Nightshift. Producent Jerry Goldstein bracht de overwegend als liveformatie optredende band samen met de zanger Eric Burdon, die zich net van de tweede incarnatie van The Animals had gescheiden.
Burdon wijzigde de bandnaam in War. In 1970 verscheen het album Eric Burdon Declares 'War', dat net als de hitsingle Spill the Wine (#3, Billboard Hot 100) succesvol was. Er volgde het dubbelalbum The Black-Man's Burdon. Eric Burdon & War waren de laatste muzikanten, die jamden met Jimi Hendrix, voordat deze overleed op 18 september 1970. Het optreden vond plaats op de avond voor de dood van Hendrix, in Ronnie Scott's Music Club in Londen. Het concert wordt als audio-opname op YouTube gedocumenteerd. 
In 1971 verliet Burdon de band tijdens een Europese tournee, zogenaamd wegens uitputting. De eerste zonder Burdon opgenomen lp War was slechts een middelmatig succes, maar het daaropvolgende album All Day Music bracht de band in 1971 uiteindelijk het benodigde succes. De titelsong en Slippin' into Darkness van dit album bereikten allebei de Amerikaanse Top 40.
Het eind 1972 uitgebrachte album The World Is a Ghetto was het meest succesvolle album van 1973 in de Verenigde Staten. De gelijknamige eerste single van het album kon zich bovendien plaatsen in de top 10 en The Cisco Kid kwam op de 2e plaats in de Billboard Hot 100.
Deliver the Word (1973) bevatte de twee succesvolle hitsingles Gypsy Man (#8) en Me and Baby Brother (#15). Het album Why Can't We Be Friends? (1975) verkocht ook goed en bezorgde de band met de gelijknamige titelsong en Low Rider twee verdere top 10-hits. De laatste geldt tegenwoordig als het bekendste nummer van War. Deze song werd gebruikt in de film Gone in 60 Seconds met Nicolas Cage en in de Cheech & Chong-film Up in Smoke. Cypress Hill leende ook de 'hookline' voor hun hit Lowrider. 
In 1977 scoorde War met Platinum Jazz een onverwacht succes. Vanaf 1978 begon de band te ontbinden. Het album Outlaw (1982) was noch slechts matig succesvol. Pas twaalf jaar later in 1994 verscheen het tot nu toe laatste War-album Peace Sign, dat echter flopte. In hetzelfde jaar werden aan de zanger Lonnie Jordan de rechten overgedragen voor de naam War.

## Splitsing van de band
Lonnie Jordan toert tegenwoordig met nieuwe muzikanten onder de oude naam War. De overige toenmalige leden toeren met de nieuwe band Lowrider Band. In april 2008 speelde Jordans War met Eric Burdon sinds 37 jaar weer samen. Het eenmalige liveoptreden in de Royal Albert Hall werd slechts als bootleg uitgebracht. Jordan bevestigde in een interview, dat een verdere tournee met Burdon niet kon worden uitgesloten. War bracht in oktober 2008 de live-cd Greatest Hits Live uit, die ook als blu-ray en dvd verkrijgbaar is.
In 2014 bracht Lonnie Jordan met zijn versie van War het dubbelalbum Evolutionary uit, dat half bestond uit Greatest Hits van de oude formatie en half uit nieuwe studio-opnamen. Het album werd als eerste studio-album sinds 20 jaar aangeboden. Muzikaal bediende Jordan zich in zijn nieuwe opnamen en composities bij grote hits van de band uit vervlogen tijden. Ofschoon hij dit consequent modificeerde, lukte de plaat niet de grote klap en het aanknopen aan oude, succesvolle tijden. Bij Mamacita is Tower of Power van de partij. Ofschoon van de kant van de Lowrider Band door de oude War-leden via Facebook en andere kanalen steeds weer aanduidingen van verzoening en reünie van de band worden gezonden, toert Jordan met zijn War-bezetting overwegend door de Verenigde Staten.

## Discografie

### Singles
- 1970: Home Cookin' (Eric Burdon & War)
- 1970:	Spill the Wine (Eric Burdon & War)
- 1970:	They Can't Take Away Our Music (Eric Burdon & War)
- 1971: Paint It Black (Eric Burdon & War)
- 1971: Sun Oh Son
- 1971:	All Day Music
- 1971:	Get Down
- 1971:	Lonely Feelin'
- 1972:	Slippin' into Darkness
- 1972:	The World Is a Ghetto
- 1973:	Gypsy Man
- 1973:	Me and Baby Brother
- 1973:	The Cisco Kid
- 1974:	Ballero
- 1975:	Low Rider
- 1975:	Why Can't We Be Friends?
- 1976:	Summer
- 1977:	Galaxy
- 1977:	L. A. Sunshine
- 1978: Baby Face (She Said Do Do Do Do)
- 1978:	Hey Señorita
- 1978:	Sing a Happy Song
- 1978:	Youngblood (Livin' in the Streets)
- 1979: I'm the One Who Understands
- 1979:	Don't Take It Away
- 1979:	Good Good Feelin'
- 1980: I'll Take Care of You
- 1980:	I'll Be Around
- 1981:	Cinco de Mayo
- 1982: Baby It's Cold Outside
- 1982: Just Because
- 1982:	Outlaw
- 1982:	You Got the Power
- 1983:	Life (Is so Strong)
- 1985:	Groovin' (origineel: The Young Rascals, 1967)
- 1987:	Livin' in the Red
- 1987:	Low Rider (remix) (remix: Arthur Baker)
- 1989: Heartbeat (Remix) (Ice-T met War)
- 1991:	Low Rider (On the Boulevard) (Latin Alliance feat. War)
- 1994: Angel (met Lonnie Gordon)
- 1994: Da Roof
- 1994:	Peace Sign
- 1996: Spill the Wine (Junior Vasquez Remixes) (Eric Burdon & War)
- 1999: Galaxy 2000
- 1999: Slippin into Darkness 1999

### Hitlijsten
| Single met eventuele hitnotering(en) in de Nederlandse Top 40 | Datum van verschijnen | Datum van binnenkomst | Hoogste positie | Aantal weken | Opmerkingen                    |
| ------------------------------------------------------------- | --------------------- | --------------------- | --------------- | ------------ | ------------------------------ |
| Spill The Wine                                                | 1970                  | 29-08-1970            | 15              | 5            | als Eric Burdon declares "War" |
| Paint It Black                                                | 1971                  | 15-05-1971            | 31              | 3            | met Eric Burdon                |
| The World Is A Ghetto                                         | 1973                  |                       | tip16           |              |                                |
| The Cisco Kid                                                 | 1973                  | 02-06-1973            | 22              | 5            |                                |
| Gypsy Man                                                     | 1973                  |                       | tip20           |              |                                |
| Galaxy                                                        | 1977                  | 11-02-1978            | 21              | 6            |                                |
| You Got The Power                                             | 1982                  |                       | tip3            |              |                                |

### Studio-albums
- 1970:	Eric Burdon Declares "War" (Eric Burdon & War)
- 1970:	The Black-Man's Burdon (Eric Burdon & War)
- 1971:	War
- 1971:	All Day Music
- 1972:	 The World Is a Ghetto
- 1973:	Deliver the Word
- 1975:	Why Can’t We Be Friends?
- 1976:	Love Is All Around (War feat. Eric Burdon)
- 1977: Galaxy
- 1978:	Youngblood (Soundtrack)
- 1979:	The Music Band
- 1979:	The Music Band 2
- 1982:	Outlaw
- 1983:	 Life (Is so Strange)
- 1983: The Music Band Jazz
- 1985: Where There’s Smoke
- 1987: On Fire
- 1994:	Peace Sign

### Live-albums
- 1974:	War Live!
- 1980: The Music Band Live (opname: 12 oktober 1980 in Los Angeles Street; straatconcert met de Record Plant Remote Truck)
- 2008: Greatest Hits Live (2 cd's)

### Compilaties
- 1974: Radio Free War
- 1976: Greatest Hits
- 1977: Platinum Jazz
- 1977: Platinum Funk
- 1978: The Original War
- 1982: The Best of the Music Band
- 1987:	The Best of War and More
- 1994: Anthology (2 cd's)
- 1995: Best of Eric Burdon & War
- 1996: The Best of War and More … Vol. 2
- 1997: Colección Latina
- 1998: The Cisco Kid and Other Hits
- 1999: Grooves & Messages: The Greatest Hits of War
- 1999: The Music Band Volume 1 & 2
- 2003:	The Very Best of War
- 2010: Icon: The Hits
- 2011: Icon: The Hits and More (2 cd's)
- 2013: The Music of War 1970–1994 (4 cd's)
- 2014:	Evolutionary

## Trivia
- In 2025 kreeg War een ster op de Hollywood Walk of Fame. Bij de onthulling waren bandleden uit zowel de oude als de nieuwe bezetting aanwezig.